# Zisterzienserinnenabtei Ravensberg
Die Zisterzienserinnenabtei Ravensberg war von 1191 bis 1792 ein Kloster der Zisterzienserinnen in Merckeghem, Département Nord, in Frankreich. (Es gibt keinen Zusammenhang zur deutschen Grafschaft Ravensberg).

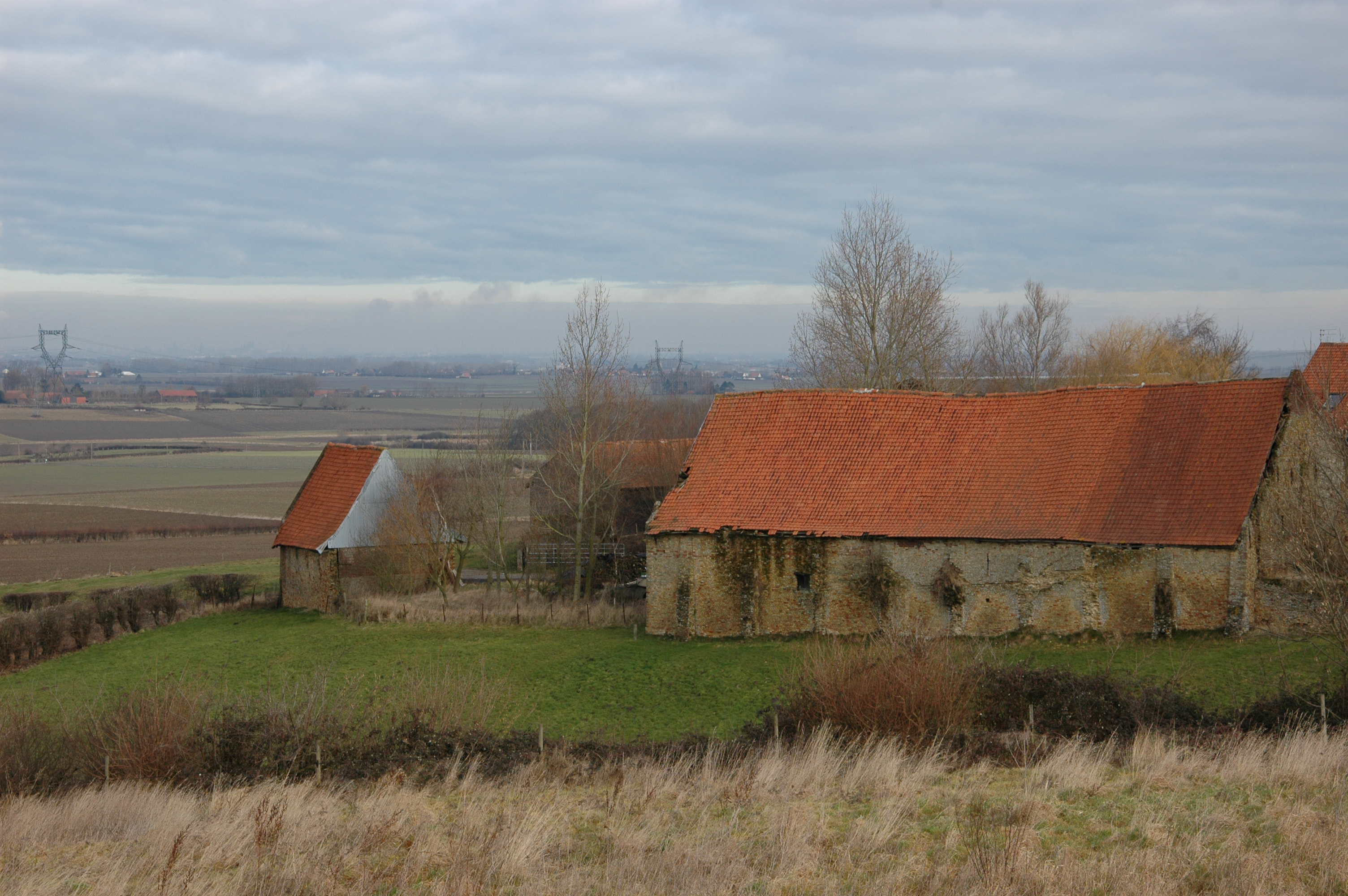
Ehemalige Abtei

## Geschichte
Das 1191 südlich Dünkirchen gestiftete Kloster Ravensberg wurde Kloster Clairmarais unterstellt und nahm vor allem adelige Töchter auf. 1383 beherbergte es König Karl VI. (Frankreich). 1192 wurde es von der Französischen Revolution zerstört. Bis auf einen imposanten Vorratsbau gibt es keine Reste. Die Örtlichkeit Champ du couvent („Klosterfeld“) erinnert an das Kloster.
Ravensberg gehört zu einer Gruppe von 13 Zisterzienserinnenklöstern (Beaupré, Blendecques, Bonham, La Brayelle, Flines, Fontenelle, Marquette, Les Prés, Ravensberg, Le Verger, Le Vivier, Willencourt, La Woestyne), die um 1200 innerhalb kurzer Zeit und auf engem Raum privat gestiftet wurden und der nur fünf Zisterzienserklöster (Cercamp, Clairmarais, Longvillers, Loos und Vaucelles) gegenüberstehen.
Äbtissinnen:
- Marie Louise Buys (* 1738; † 26. November 1812, letzte Äbtissin)